# 野馳村
野馳村（のちそん）は、かつて岡山県阿哲郡にあった村。

## 沿革
- 1889年（明治22年）6月1日 - 町村制施行に伴い哲多郡大野部村、畑木村、大竹村、八鳥村が合併し、野馳村が成立。
- 1900年（明治33年）4月1日 - 郡の統合により阿哲郡に所属。
- 1930年（昭和5年）11月25日 - 野馳駅が開業。
- 1955年（昭和30年）4月1日 - 阿哲郡矢神村と合併し、町制施行して哲西町となり消滅。